# Kleine Wickriede
Die Kleine Wickriede ist ein Fluss, der großenteils auf dem Gebiet des Fleckens Diepenau (Samtgemeinde Uchte) im niedersächsischen Landkreis Nienburg fließt. 
Ihre Quelle liegt auf einer Höhe von 52,5 Metern an der Landesgrenze zu Nordrhein-Westfalen. Von dort fließt die Kleine Wickriede weitgehend in nordwestlicher Richtung, durch Bohnhorsterhöfen, östlich von Plengenhäusen, durch Nordhausen und durch Steinbrink.
Sie  mündet auf einer Höhe von etwa 38 Metern auf nordrhein-westfälischem Gebiet östlich von Hoyererort, einem südöstlichen Ortsteil von Preußisch Ströhen, in die Wickriede.